# Dendroseris litoralis
La Dendroseris litoralis o Col de Juan Fernández es originaria únicamente de las islas Juan Fernández de la zona sudeste del Pacífico, a unos 650 km al oeste de la costa de Chile, a la latitud de Valparaíso, y que es hogar de la famosa Juania australis y muchas otras plantas endémicas fascinantes.

## Descripción
Este pequeño árbol extraño, de la familia de las margaritas y los girasoles (Asteraceae) ha sido llevado, literalmente, al borde de la extinción, figurando en la Lista Roja de la Unión Internacional para la Conservación de la Naturaleza como especie en peligro crítico de extinción desde 1997. Las cabras salvajes de la isla han reducido su número a unos pocos ejemplares y, aún hoy, se considera que está en gran peligro.
Crece en forma de árbol pequeño y nudoso, con varias coronas apalmeradas de hojas redondas muy grandes, con tallos blanquecinos y flores de un naranja brillante. Se cultiva con facilidad y prefiere los climas frescos y húmedos. Es resistente a heladas leves y a las condiciones costeras.

## Taxonomía
Dendroseris litoralis fue descrito por Carl Skottsberg y publicado en The Natural History of Juan Fernandez and Easter Island, vol, 2: 204-205, pl. 19-20, 1921.
Sinonimia
- Sonchus brassicifolius S.C.Kim & Mejías in Ann. Bot. Fenn., 49, 3: 175, 2012 y que es el nombre actualmente acceptado, ya que estudios moleculares recientes[4][5] han conducido a incluir los géneros Dendroseris y Thamnoseris en un nuevo concepto ampliado del género Sonchus y, consecuentemente, considerar el género Dendroseris como un subgénero de Sonchus.,[6][7][8] D. litoralis quedándose com basiónimo.